# Юкі Мідорікава
Юкі Мідорікава (緑川ゆき, Midorikawa Yuki) - японська манґака та дизайнерка, найбільш відома за свою роботу «Зошит друзів Нацуме», яка була адаптована в аніме збільш шести сезонів. Крім цього, одна з історії, що описана в манзі Hotarubi no Mori e, була адаптована в повнометражний фільм у 2011 році.   

## Кар'єра
Юкі бувши ученицею молодшої школи почала прагнути стати художником манґи. Першим її досягненням у мрії було в 1998 році, коли вона виграла 74-тий конкурс LMS Lala Manga Artist Scout Course Best Rookie Award з манґою “Flower Thief” та була опублікована в сезонному журналі “LaLa DX” (Hakusensha) в 1998 році. У тому же році вона отримала 18-у премію LMG Lala Manga Grand Prix Fresh Debut Award за роботу “Coffee Hirari” (珈琲ひらり), яку теж видали в сезонному журналі "LaLa DX". Її перша серйозно налаштована робота "Akaku Saku Koe" отримала 25-у премію Hakusensha Athena Newcomer Award за дебютну майстерність. Відтоді її роботи почали публікувати в том же журналі “LaLa” (Hakusensha). 
“Зошит друзів Нацуме” створюється з 2005 року. За цей час було продано з більш як 800 000 екземплярів до 5-того тому, і орієнтовно 5 мільйон екземплярів до 11-того тому, що публікувалися з липня по вересень 2008 року, січня по березень 2009 року, червня по вересень 2011 року, січня по березень 2012 року, жовтня по грудень 2017 року, квітень по грудень 2017, й квітня по липень 2017 року, а також анімаційні телесеріали з квітня по липень 2017 року.
Псевдонім Мідорікава походить від назви річки в Японії Кумамото. Письменниця Нанао Мідорікава її рідна сестра. Крім того, більшість фамілій героїв творів взяти з названих місць в Кумамото. Наприклад, Карасіма в "Akaku Saku Koe” — Карашімачо місто в префектурі Кумамото, Сакамото — зона паркування Сакамото, і так далі.
З 9 по 21 серпня 2013 року пройшла виставка "Natsume Yuujinchou Original Art Exhibition - The World of Yuki Midorikawa". Кількість представлених оригінальних малюнків, що були представлені на виставці перевищує 150 робот.

## Роботи
| Рік       | Манґа                                             | Журнал         | Редакція   | Томів      | Жанр                        | Стан         |
| --------- | ------------------------------------------------- | -------------- | ---------- | ---------- | --------------------------- | ------------ |
| 1998      | Coffee Hirari (珈琲ひらり)                        | LaLa DX        | Hakusensha | -          | -                           | Завершений   |
| 1998-2000 | Akaku Saku Koe (あかく咲く声)                     | LaLa y LaLa DX | Hakusensha | 3          | Драма, Сьодзе, Романтика    | Завершений   |
| 2000      | Natsu ni wa Tameiki wo Tsuku (夏にはため息をつく) | LaLa           | Hakusensha | Однотомник | Сьодзе                      | Завершений   |
| 2001      | Hana Oi Hito (花追い人)                           | LaLa           | Hakusensha | 3 глави    | Сьодзе                      | Завершений   |
| 2002      | Atsui Hibi (アツイヒビ)                           | LaLa DX        | Hakusensha | 1          | Драма, Сьодзе , Школа       | Завершений   |
| 2002-2004 | Hiiro no Isu (緋色の椅子)                         | LaLa DX        | Hakusensha | 3          | Фентезі, Сьодзе , Романтика | Завершений   |
| 2003      | Hotarubi no Mori e (蛍火の杜へ)                   | LaLa y LaLa DX | Hakusensha | 1          | Драма, Сьодзе, Романтика    | Завершений   |
| 2003      | Taion no Kakera (体温のかけら)                    | LaLa           | Hakusensha | Однотомник | Сьодзе                      | Завершений   |
| 2004      | Akatsuki no Majutsushi (暁の魔術師)               | LaLa DX        | Hakusensha | Однотомник | Сьодзе                      | Завершений   |
| 2005      | Hoshi mo Mienai (星も見えない)                    | LaLa DX        | Hakusensha | Однотомник | Сьодзе                      | Завершений   |
| 2005      | Natsume Yūjin-chō (夏目友人帳)                    | LaLa y LaLa DX | Hakusensha | 29         | Драма, Сьодзе, Надприродне  | Випускається |